# Enric Torres-Prat
Enric Torres-Prat, también conocido como Enrique Torres o Enrich (no confundir con Enric de Manuel González «Enrich»), es un ilustrador y pintor figurativo español.

## Trayectoria
Nació en Barcelona en 1940. Tuvo vocación pictórica desde niño, interesándose tanto por la pintura como por la fotografía, pero se decantó por esta última cuando comprobó que era un medio mucho mejor para plasmar sus ideas. Estudió en la Academia de Sant Jordi y en su juventud recorrió diversos países europeos y Estados Unidos, estudiando a su paso la pintura que de los diversos museos que encontraba. De estos el que más le influyó fue el Rijkmuseum de Ámsterdam, especialmente Rembrandt.
Comenzó progresivamente a trabajar en la agencia Selecciones Ilustradas con poco más de 20 años. Intentó buscar el modo de independizarse de Selecciones, para lo que se unió a Rafael López Espí y juntos trabajaron dibujando portadas para diversas publicaciones de suspense y superhéroes de la Editorial Vértice. Formó parte del proyecto Altamira del Group Experimental d'Illustradors. Entre finales de los años sesenta y principios de los setenta dibujó numerosas portadas para la revista Nueva Dimensión y Drácula de Buru Lan.
Posteriormente, el propio Torres junto con otros dibujantes aficionados al cómic americano sugirieron a Josep Toutain, director de Selecciones Ilustradas la posibilidad de probar suerte en este mercado, hecho que se produjo hacia 1970. Tras algunos contactos se obtuvieron diversos encargos para este mercado, mucho mejor pagado que el europeo, teniendo Enric por primer trabajo, en 1971, la portada de la colección de cuentos de ciencia ficción People Machines de Jack Williamson para ACE Books, que fue elegida mejor cubierta del año de ciencia ficción. En los años sucesivos se convirtió en uno de los portadistas principales de la revista Vampirella, para la que dibujó en 52 ocasiones, además de otras portadas para Eerie y Creepy, todas ellas revistas de la editorial Warren Publishing. Esta editorial le concedió el premio al mejor dibujante en 1974. Selecciones Ilustradas, por su parte, le galardonó en 1981 y 1987.
Tras esta época se dedicó por entero a su faceta como pintor figurativo. Desde entonces ha expuesto su obra en numerosas galerías de arte de Europa y Estados Unidos.

## Técnica y estilo
En su etapa como ilustrador fue reconocido como uno de los mejores dibujantes de portadas españoles de su época. El también portadista Manuel Sanjulián, con quien coincidió en su época en Selecciones Ilustradas, le mencionó cuando en una entrevista le preguntaron por el mejor ilustrador de España.
Tras dedicarse por entero a la pintura, abandonó los temas fantásticos que le hicieron célebre y se decantó por una temática figurativa simbolista.
La técnica que suele emplear en sus ilustraciones y cuadros es la pintura al óleo sobre tablero o sobre lienzo, aunque también emplea el lápiz sobre papel para dibujos en blanco y negro. Acostumbra a usar una base fotográfica para sus ilustraciones con imágenes de modelos, generalmente no profesionales, y ocasionalmente de él mismo, pudiéndosele reconocer en algunas ilustraciones.
Emplea la firma Enric para sus trabajos de ilustración y Torres-Prat, si bien hasta comienzos de los años 70 solía firmar como Enrich.

## Ediciones en España[11]
- 1966 Zarpa de Acero. Extra, libro de historietas, Ediciones Vértice, S.A., nºs: 21 y 25 al 30
- 1967 Johnny Jaguar, cuaderno de historietas, Ediciones Vértice, S.A., nºs: 2, 13 y 14
  - Kelly Ojo Mágico. Extra, libro de historietas, Ediciones Vértice, S.A., nºs: 3 y 13
- 1968 Selecciones Vértice, libro de historietas, Ediciones Vértice, S.A., nºs: 21, 22 y 44
  - Spider , libro de historietas, Ediciones Vértice, S.A., nºs: 7, 12
  - Yeti, libro de historietas, Ediciones Vértice, S.A., nºs: 2 y 5
- 1969 Extra ¡¡ACTION!!, libro de historietas, Ediciones Petronio, nºs: 12
  - Max "AUDAZ", libro de historietas, Ediciones Vértice, S.A., nºs: 12 y 18 al 20
  - Vértice Anual 1970, libro de historietas, Ediciones Vértice, S.A.
  - Trampas, Libro de historietas, Presidente, (S/N)
- 1970 Oeste, libro de historietas, Ediciones Punto, n.º: 4
  - Saloon, libro de historietas, Presidente, n.º: 19
- 1971 Drácula, cuaderno de historietas, Buru Lan, S.A. de Ediciones, nºs: 1 al 6 y 8
- 1972 Drácula, cuaderno de historietas, Buru Lan, S.A. de Ediciones, nºs: 1 al 6 y 8
  - Fantom, revista de historietas, Ediciones Vértice, S.A., n.º: 2
  - Dossier Negro, libro de historietas, Ibero Mundial de Ediciones, En Los nºs: 33, 82, 107 y 126
  - Vampus, revista de historietas, Ibero Mundial de Ediciones, nºs: 16, 27, 32, 73 y 74
- 1973 Oeste, cuaderno de historietas, Vilmar Ediciones, S.A., nºs: 100
  - Rufus, revista de historietas, Ibero Mundial de Ediciones, nºs: 3, 28 y 49
- 1975 Vampirella, revista de historietas, Garbo Editorial, S.A., nºs: 1 al 13, 15 al 18, 20, 22 al 25, 27, 29 al 31, 33 y 35 al 38
- 1977 Blue Jeans, revista de historietas, Nueva Frontera, S.A., nºs: 12 y 25
- 1979 Bumerang, cuaderno de historietas, Nueva Frontera, S.A., nºs: 23
  - Oeste, cuaderno de historietas, Vilmar Ediciones, S.A., (S/N) 20 Ptas., (S/N) 20 Ptas.
  - Creepy, libro de historietas, Toutain Editor, nºs: 1, 8, 11, 12, 17, 19, 21, 41 y 46
- 1981 Oeste, cuaderno de historietas, Vilmar Ediciones, S.A., n.º: 200
- 1984 Cimoc, revista de historietas, Norma Editorial, S.A., n.º: 44
- 1988 Joyas de Creepy, libro de historietas, Toutain Editor, n.º: 5

## Galerías que han exhibido su obra
Galerías en Europa
- Galería Granero, Bruselas
- Galería Granero, Manresa, Barcelona
- Fons d'Art Olot, Girona
- Sala Vayreda, Olot, Girona
- Sala Rossinyol, Sant Cugat del Valles, Barcelona
- Chelsea Art Gallery, Manresa, Barcelona
- Galería Sant Jordi, Barcelona
- Galeria d'Art Sadurny
- Galeria d'Art Mataro
- Galería Quatre Cantons, Olot, Girona
- Galería Fórum, Girona
- Spai Lluis Ribas, Sant Cugat del Vallès, Barcelona
- Art Expo, Barcelona, 1998

Galerías en Estados Unidos
- Amsterdam Gallery, San Francisco, California
- Hanson Galleries, San Francisco, California
- Aspen Mountain Galleries, Aspen, Colorado
- Vaniers & Roberts ltd.Fine Art, Scottsdale, Arizona
- Z-Gallery, Salt Lake City, Utah
- Wolfwalker Gallery, Sedona, Arizona
- Waterfront Galleries, Lake Arrowhead, California
- Brennen Gallery, Scottsdale, Arizona
- Rhiel Fine Art Gallery, Pennsylvania
- The Studio of Long Grove, Chicago, Illinois
- Brown Gallery, Idaho
- Hanson Gallery, Sausalito, California
- Hanson-Shaker Gallery, san Francisco, California
- The Studio of Long Grove, Chicago, Illinois
- Art Expo, Nueva York, 1999, 2000, 2001